# Unidad Constituyente
Unidad Constituyente (UC) fue un pacto electoral chileno creado el 30 de septiembre de 2020 de cara a las elecciones de 2021. Este pacto estuvo conformado por el Partido Por la Democracia (PPD), el Partido Radical (PR), el Partido Socialista (PS), el Partido Demócrata Cristiano (PDC) y Ciudadanos (CIU). Desde 2021, el bloque sostuvo una alianza política con el Partido Liberal y la plataforma Nuevo Trato, constituyendo a partir de las elecciones presidencial y parlamentarias una nueva coalición denominada Nuevo Pacto Social luego de la salida del Partido Progresista (PRO) de Unidad Constituyente.

## Historia

### Surgimiento y elecciones de mayo de 2021
Dentro de los distintos grupos de oposición al segundo gobierno del presidente Sebastián Piñera existieron tratativas para presentar una lista conjunta de candidatos a gobernadores regionales, lo que implicaba realizar primarias de ese tipo. A pesar de las negociaciones realizadas entre Convergencia Progresista –conformada por el Partido por la Democracia (PPD), Partido Radical (PR), Partido Socialista (PS) y Partido Demócrata Cristiano (PDC)–, Unidad para el Cambio y el Frente Amplio (FA) durante fines de septiembre, el acuerdo final no se logró alcanzar y el FA inscribió por separado sus primarias de alcaldes y gobernadores regionales.
Por su parte, Convergencia Progresista sumó al Partido Progresista (PRO) y Ciudadanos para realizar primarias conjuntas de gobernadores; no se logró un acuerdo para realizar primarias de alcalde, las cuales podrían ser definidas mediante encuestas o primarias no legales.
Finalmente, el 30 de septiembre de 2020 fueron inscritas las candidaturas a las primarias ante el Servicio Electoral de Chile (Servel). El 3 de octubre se realizó el sorteo del orden de las listas en las papeletas de votación, obteniendo Unidad Constituyente la letra B.
El 5 de diciembre de 2020 Unidad Constituyente anunció que realizaría primarias no legales (también denominadas como «consultas ciudadanas») en 85 comunas el 20 de diciembre para definir su candidato a alcalde en dichos lugares. Finalmente estas se realizaron solo en 66 comunas, y participaron 102 207 electores.
El 11 de enero de 2021 fue inscrito el pacto «Lista del Apruebo» para las elecciones de convencionales constituyentes, conformado por los partidos de Unidad Constituyente más el Partido Liberal e independientes, agrupados en la plataforma Nuevo Trato.

### Crisis en el pacto
En miras a la elección presidencial de 2021, sectores de Unidad Constituyente buscaron establecer una primaria lo más amplia posible con toda la oposición al gobierno de Piñera. Dicha idea ganó el rechazo del PDC y Ciudadanos, que no estaban dispuestos a entablar una primaria con el Partido Comunista (PC) ni el Frente Amplio.
Sin embargo, el PS se desligó de las declaraciones de la Democracia Cristiana e intentó realizar un pacto político con Apruebo Dignidad, coalición que engloba al Frente Amplio y Chile Digno. Dicho pacto no pudo materializarse, ya que el PS pidió la inclusión dentro de las primarias del PPD y el Partido Liberal (PL), quienes habían declinado sus opciones presidenciales por apoyar la abanderada socialista, Paula Narváez. Convergencia Social «vetó» al PPD y al PL tras las polémicas declaraciones realizadas por el presidente del PPD la semana anterior a la inscripción de las primarias, lo que generó finalmente el rechazo del PS por sumarse a Apruebo Dignidad en una primaria amplia de la izquierda.
Tras la fallida negociación, sumado a la imposibilidad de establecer una primaria de la centroizquierda y los negativos resultados de las elecciones de convencionales constituyentes el 15 y 16 de mayo, renunció el presidente del Partido Demócrata Cristiano, Fuad Chahín. Además, la entonces abanderada del PDC, Ximena Rincón, depuso su candidatura presidencial. En el PPD hubo ciertas diferencias con el apoyo a Paula Narváez, ya que algunos senadores del PPD optaron por apoyar a la presidenta del senado, Yasna Provoste, en una eventual primera vuelta presidencial.
El futuro de la coalición era todavía incierto. Mientras el presidente del PPD y exprecandidato presidencial, Heraldo Muñoz, dio por muerta a Unidad Constituyente, otros líderes como Yasna Provoste, insisten en mantener el pacto de pie.
El 15 de junio de 2021, el PS, el PPD y la DC acordaron impulsar una candidatura única para las próximas elecciones. En medio de buenos resultados en encuestas nacionales, la DC nombraría a Yasna Provoste como su candidata presidencial y así también se espera que sea la abanderada del bloque, tras los negativos resultados que ha tenido la campaña de Paula Narváez en encuestas. Sin embargo, el PS, el PPD, el PL y Nuevo Trato establecieron que el mejor camino para determinar quién será la abanderada del bloque sería realizar una primaria presidencial de Unidad Constituyente, pese a no realizarse mediante métodos formales. Esto ha causó cierto revuelo en la DC, que aún no había definido oficialmente su abanderado/a presidencial. Por otro lado, el acuerdo provocó molestias en el actual candidato presidencial del Partido Radical, Carlos Maldonado, quién acusó de no ser invitado a la reunión y además se rehusó a deponer su candidatura presidencial.
El 23 de julio de 2021, el Partido Demócrata Cristiano proclamó a Yasna Provoste como su abanderada presidencial y se espera que el resto del bloque ratifique a Yasna Provoste en desmedro de otras candidaturas como la de Paula Narváez, la actual abanderada presidencial del Partido Socialista. El mismo día, el Partido Progresista confirmó su participación con un candidato presidencial que irá en representación del partido para las elecciones de noviembre, de los cuales se barajan las opciones de los excandidatos presidenciales, Marco Enríquez-Ominami o Alejandro Guiller. En el Partido Radical y el PPD valoraron la opción de que la candidatura de Yasna Provoste estuviera disponible, pero insisten en que la candidatura de Unidad Constituyente debe ser elegida en primarias ciudadanas.

### Consulta ciudadana
El 25 de julio de 2021 el presidente del Partido por la Democracia, Heraldo Muñoz, confirmó la realización de una «consulta ciudadana» abierta de forma presencial para definir la candidatura de Unidad Constituyente el 21 de agosto, siendo una primaria ciudadana informal al no estar inscrita en el Servel. Los candidatos que participaron en esta primaria son Yasna Provoste (PDC), Paula Narváez (PS) y Carlos Maldonado (PR).
Participaron de dicha consulta los partidos Socialista, Por la Democracia, Radical, Liberal, Demócrata Cristiano, Ciudadanos e independientes, transformando a Unidad Constituyente en la coalición electoral de centroizquierda chilena con más organizaciones políticas involucradas desde la fundación de la Concertación de Partidos por la Democracia en 1988. El PRO decidió no participar del proceso presidencial por la dificultad de llevar a cabo el proceso, pero a pesar de esto anunció su disponibilidad para ser parte del pacto parlamentario y programático presidencial de Unidad Constituyente, y apoyar a cualquiera que fuese vencedor de la primaria.

### Segunda crisis interna

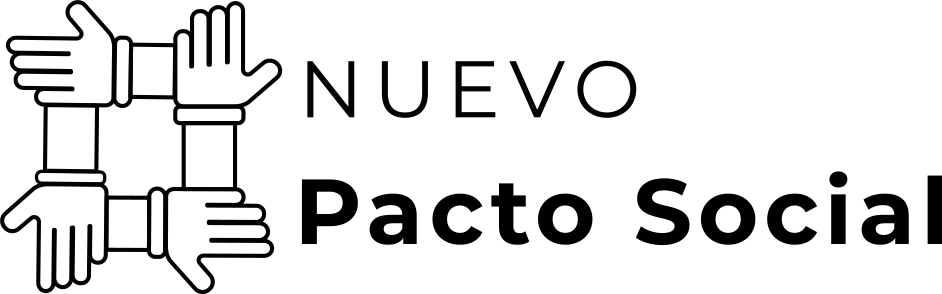
Logotipo de «Nuevo Pacto Social».

El 23 de agosto, último día para formalizar los pactos e inscribir candidaturas para las elecciones presidencial, parlamentarias y de consejeros regionales, el Partido Progresista fue excluido del pacto de candidaturas a diputados y senadores debido a la inscripción de la postulación presidencial de Marco Enríquez-Ominami; debido a ello, los demás partidos de Unidad Constituyente inscribieron la lista denominada «Nuevo Pacto Social», dejando de existir formalmente Unidad Constituyente.

## Composición
Unidad Constituyente estuvo conformada por los siguientes partidos:
| Partido                     | Presidente          |
| --------------------------- | ------------------- |
| Partido por la Democracia   | Natalia Piergentili |
| Partido Radical             | Carlos Maldonado    |
| Partido Socialista          | Álvaro Elizalde     |
| Partido Demócrata Cristiano | Carmen Frei         |
| Ciudadanos                  | María Ignacia Gómez |

La coalición también se encontró asociada mediante una alianza política con los siguientes partidos y movimientos:
| Partido/Plataforma | Líder                           |
| ------------------ | ------------------------------- |
| Partido Liberal    | Patricio Morales                |
| Nuevo Trato        | Pablo Vidal y Valentina Quiroga |

## Resultados electorales

### Elecciones de convencionales constituyentes
| Año  | # de votos | % de votos       | Escaños |
| ---- | ---------- | ---------------- | ------- |
| 2021 | 824 812    | \| \| 14,46 % \| | 25/155  |
|      | 14,46 %    |                  |         |

### Elecciones municipales
|  | 23,88 % |

|  | 33,49 % |

### Elecciones de gobernadores regionales
|  | 25,89 % |

|  | 47,48 % |